# Барбус суматранський
Барбус суматранський, або пунтіус суматранський (Puntigrus tetrazona) — вид прісноводних риб родини Коропових (Cyprinidae). Вперше описаний у 1855 році як Capoeta tetrazona.
Зустрічається у водоймах островів Суматра, півострова Малакка (Південно-Східна Азія) та в Таїланді. Завезений у Європу в 1935 році, а на територію колишнього СРСР у 1947. Одна з найпопулярніших акваріумних риб.
Довгий час вид належав до роду Барбус, тому й досі помилково називається «барбус суматранський» (ця назва і тепер поширена серед акваріумістів).
Суматранського барбуса можна легко сплутати з Puntigrus anchisporus, який є ендеміком острова Калімантан і має аналогічний зовнішній вигляд.

## Поширення
Поширений переважно у центральній та південній частинах острова Суматра, а також на півострові Малакка та в Таїланді. Мешкає, в основному, в невеликих річках з чистою водою та густою рослинністю. Також дикі популяції суматранського барбусу можна зустріти у водоймах США, Колумбії, Суринаму та Австралії, куди вони потрапили з акваріумів. Практично всі барбуси в акваріумах вирощені в неволі.

## Опис риби

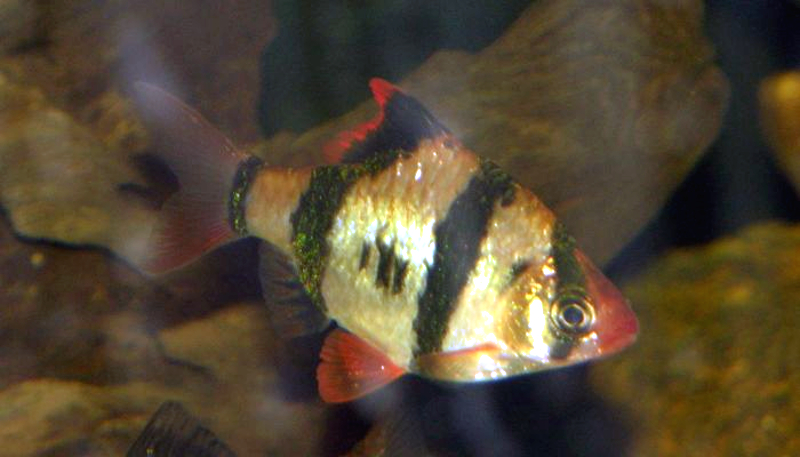
Суматранський барбус (самець)

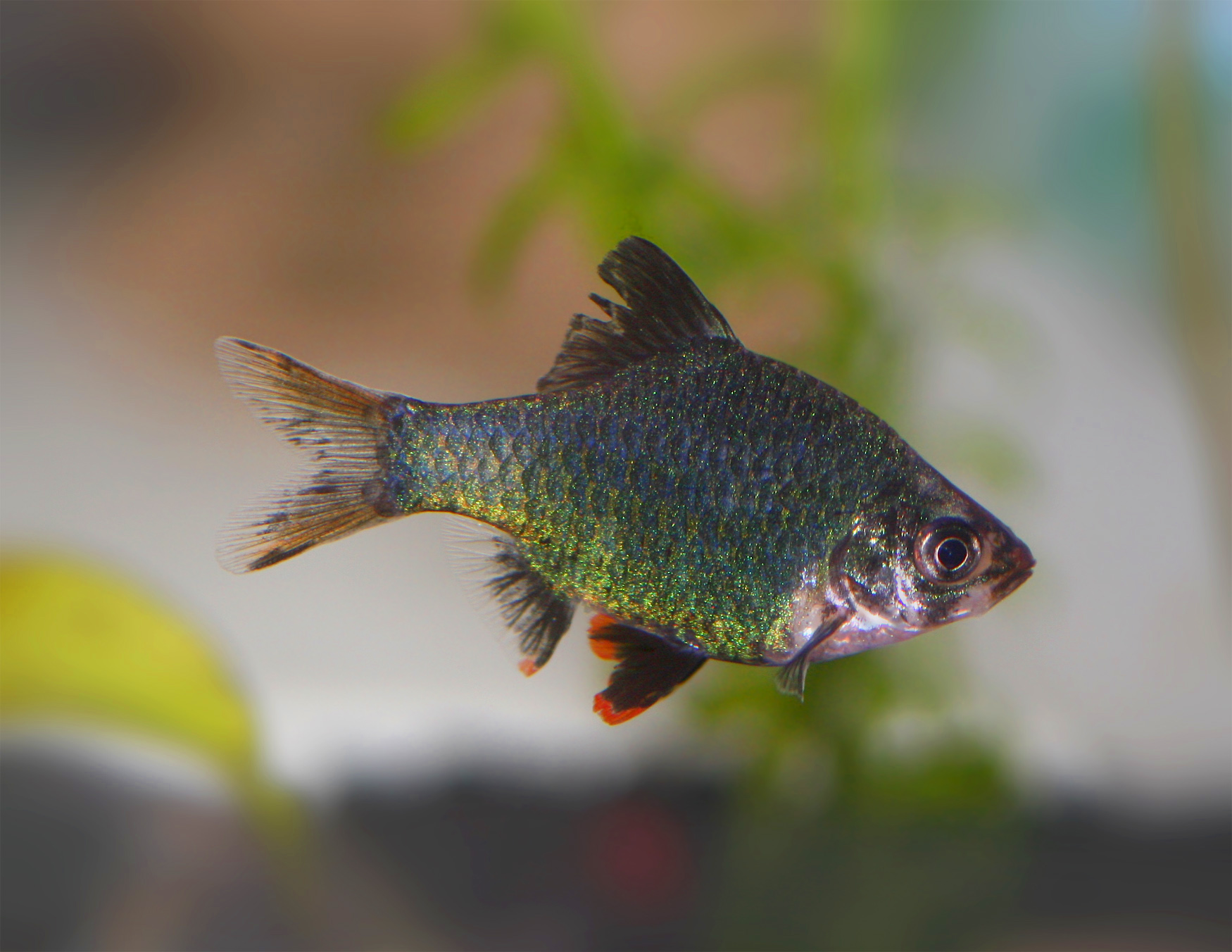
Зелена форма суматранського барбуса (самка)

Тіло суматранського барбуса доволі високе і відносно коротке, сплюснуте з боків. Загальний тон забарвлення золотаво-рожевий, спинка темніша з червоним відтінком, черевце — жовтувато-біле. Передня частина голови коричнево-червона. По боках розміщені чотири чорні вертикальні смуги: перша проходить через око, друга — за грудним плавцем, третя — ззаду спинного плавця і остання — перед хвостовим. Спинний плавець знизу чорний, а з верху — червоний. Черевні плавці теж червоні, решта — прозорі або з рожевим відтінком. Бічна лінія неповна. Самець менший та яскравіший за самку. Самка має повніше черевце, червоний колір плавців менш насичений.
Виведено декілька селекційних форм. Найбільш поширена серед них — зелена форма суматранського барбуса (в народі часто називають барбус-мутант або ще «моховий» барбус), у якої смуги злилися в одну і барбус має повністю темно-зелене тіло.
Зустрічається також альбіносна форма — тіло такого барбуса світло-рожеве, а смуги білі. Очі цих риб червоного кольору.
Риби у природі завдовжки до 7 см, однак у акваріумах зазвичай не перевищує 5 см. Тривалість життя барбусів — 3-4 роки (в неволі).

## Розмноження
Статева зрілість у барбусів настає у віці 5-9 місяців. Самка відкладає приблизно 400 ікринок, в рідкісних випадках — до 800. Ікра розвивається 1-3 доби в залежності від температури води. Мальки починають плавати на 3-4 день та самостійно харчуватись. У віці біля одного місяця мальки суматранського барбуса набувають забарвлення дорослих риб. Через 2,5-3 місяці вже можна розрізнити самця та самку.

## Утримування і розмноження в акваріумах
Суматранські барбуси — активні зграйні рибки і доволі агресивні по відношенню до інших риб. У зграйці від 6 осіб ведуть себе доволі мирно (при повноцінному харчуванні) і зайняті більше один одним ніж рибами інших видів.
Об'єм акваріума — від 50 літрів, причому довжина ємності має бути як найбільша, оскільки рибкам потрібно багато місця для плавання. Ґрунт бажано темний з невеликими, але добре згладженими частками (наприклад, дрібна темна галька). Підбір рослин — довільний. Розсадити їх необхідно так, щоб було вільне місце для плавання та затінені ділянки, де рибки могли б і сховатися. Часто в таких місцях можна помітити, що рибка зависла на місці на тривалий час головою вниз — це нормально і не свідчить про якесь захворювання. Плавають суматранські барбуси в середньому шарі води, активно переміщуючись з одного кінця акваріума в інший.
Суматранські барбуси доволі мирні, але їх не варто утримувати з повільним рибками чи рибками з вуалевими плавцями. Також барбуси їстимуть мальків рибок, наприклад, у акваріумі із живородними рибками.
Барбуси всеїдні, їм можна давати різноманітні живі, рослинні чи сухі корми. Калорійне харчування призводить до ожиріння, внаслідок якого самці втрачають здатність до запліднення, а самки не можуть відкладати ікру, від чого і гинуть. Наявність у раціоні рослинних кормів зменшує ризик ожиріння, а також запобігає общипуванню акваріумних рослин дорослими рибами. Крім того, рибок необхідно хоча б раз на тиждень годувати живим кормом, інакше вони нападатимуть та общипуватимуть плавці менш активних сусідів по акваріуму.
Параметри води:
- Температура — 22-26 °C, для зеленої форми бажано не менше 25 градусів;
- Жорсткість — принципового значення не має, але бажано, щоб не перевищувала 16 dH;
- Кислотність — pH 6,5-7,0;
- воду необхідно періодично підмінювати на свіжу (до 25 % об'єму акваріума). У старій воді (з великою кількістю азотистих сполук) велика імовірність виникнення інфекційних захворювань у даних барбусів;
- необхідно забезпечити ефективну фільтрацію води.

Нерест в акваріумі
Для однієї пари нерестовик достатньо взяти об'ємом 6-15 літрів. Ґрунт не потрібний, на дно кладуть сепараторну сітку, крізь яку провалюється ікра та пучок дрібнолистих рослин. На 50 % нерестовик заповнюють старою водою з акваріума, 25 % додають свіжої, відстояної води, а також 25 % — дощової чи дистильованої (для зменшення жорсткості). Температура води: 25-28 °C.
На нерест відбирають самок з припухлістю в передній частині черевця (не в задній) і найбільш активних та яскравих самців. Бажано, щоб самець був трішки старший за самку. Перед нерестом риб розділяють на 1-2 тижні і повноцінно годують (достатньо один раз в день, щоб уникнути ожиріння).
У нерестовик риб саджають увечері, а сам нерест починається зранку і триває 2-3 години. Дуже добре, якщо на ємність з рибами падає проміння вранішнього сонця. Після нересту риб відсаджують, нерестовик затіняють. Також необхідно забезпечити хорошу аерацію води.
Мальки вилуплюються через 1-3 дні, ще через 2-3 дня починають плавати. Початковий корм — живий пил, через тиждень після того як мальки почали плавати можна давати інші дрібні корми.
При розмноженні барбусів-мутантів 75 % мальків також будуть мутанти, а 25 % — риби звичайного забарвлення. Якщо одна з риб є звичайного забарвлення, то приблизно 25-40 % мальків будуть зеленої форми. Отримати потомство від альбіносів практично неможливо. Якщо одна з риб є альбіносом, то близько чверті мальків теж будуть альбіносами. Однак мальки-альбіноси дуже чутливі до параметрів води та їжі, через що багато їх гине.